# Paraguarí
Paraguarí (guaraní: Paraguari) és una localitat del Paraguai, capital del departament del mateix nom. Es troba a 66 km d'Asunción.

## Població
D'acord amb les dades del cens del 2002, Paraguarí tenia una població urbana de 8.307 habitants (22.154 al districte).

## Història
La ciutat va ser fundada el 1775 per Agustín Fernando de Pinedo sobre un territori abans ocupat per les missions jesuítiques del 1767. El 19 de gener de 1811, amb la batalla del Paraguarí, l'exèrcit paraguaià va obtenir la victòria sobre les tropes argentines de Manuel Belgrano, assolint la independència del país.

## Economia
L'activitat principal del territori de Paraguarí és la ramaderia, mentre que les indústries pràcticament no existeixen.

## Turisme
La ciutat és coneguda per les seves curses de braus. A la rodalia es troba l'eco-reserva Mbatoví, un parc natural privat on és possible realitzar visites guiades.